# بيتر ماكولو
بيتر ماكولو (بالإنجليزية: Peter McCullough)‏ (و. 1964 – م) هو عالم فلك من الولايات المتحدة الأمريكية . ولد في بروفيدنس، رود آيلاند .